# Österreichische Filmtage
Die Österreichischen Filmtage war ein zwischen 1977 und 1996 jährlich veranstaltetes österreichisches Filmfestival. Bis 1992 war es das einzige, das sich vollumfänglich dem gegenwärtigen österreichischen Filmschaffen widmete. Gezeigt wurden neben Spielfilmen auch Dokumentar- und Experimentalfilme.
Das Festival wurde 1977 in Velden am Wörther See unter der Leitung von Gerald Kargl und Horst Dieter Sihler erstmals veranstaltet. Zwischen 1978 und 1982 fanden die Filmtage in Kapfenberg statt. Die Filmtage in Kapfenberg wurden aufgrund organisatorischen Schwierigkeiten nicht mehr fortgesetzt. Der Filmregisseur Reinhard Pyrker arbeitete ein Konzept zur Fortführung der Filmtage aus, das in der Filmszene grundsätzlich positiv aufgenommen wurde. In dem Bürgerpapier war eine jährliche Abhaltung der Filmtage an einem Ort außerhalb Wiens vorgesehen, woraufhin sich sowohl Wels als auch Bregenz um die Austragung bewarben. Ende 1983 wurde das Österreichische Film Büro gegründet und sollte auch die Filmtage weiter organisieren. Von 1984 bis zur letzten Veranstaltung im Jahre 1996 fanden die Österreichischen Filmtage unter der Leitung von Reinhard Pyrker jährlich in Wels statt. In den Jahren 1994 und 1996 (1995 fand keine statt) wurde die Veranstaltung unter dem Namen Film Fest Wels durchgeführt.
1993 wurde in Salzburg mit der Diagonale ein weiteres Festival des österreichischen Films gegründet. Nachdem 1997 beide Festivals pausierten, findet seit 1998 nur noch die Diagonale statt – seither in Graz.